# Sarah Chelangat
Sarah Chelangat (* 5. Juni 2001) ist eine ugandische Leichtathletin, die sich auf den Langstreckenlauf spezialisiert hat.

## Sportliche Laufbahn
Erste internationale Erfahrungen sammelte Sarah Chelangat bei den Crosslauf-Weltmeisterschaften 2017 in Kampala, bei denen sie in der U20-Wertung in 20:13 min den 14. Platz belegte und mit dem Team die Bronzemedaille gewann. Anschließend wurde sie bei den Jugendweltmeisterschaften in Nairobi in 9:40,18 min Fünfte im 3000-Meter-Lauf. Kurz darauf erreichte sie bei den Commonwealth Youth Games in Nassau in 4:26,88 min den zehnten Rang im 1500-Meter-Lauf und wurde über 3000 Meter in 9:31,65 min Vierte. Im Jahr darauf belegte sie bei den U20-Weltmeisterschaften in Tampere über 5000 Meter in 15:43,01 min den vierten Platz und gewann anschließend die Silbermedaille über 3000 Meter bei den Jugend-Afrikaspielen. Im Oktober siegte sie dann bei den Olympischen Jugendspielen in Buenos Aires. Bei den Crosslauf-Weltmeisterschaften 2019 in Aarhus belegte sie in 20:51 min den vierten Platz und gewann anschließend in 16:09,96 min die Bronzemedaille im 5000-Meter-Lauf bei den Juniorenafrikameisterschaften in Abidjan. Im August wurde sie bei den Afrikaspielen in Rabat in 15:38,11 min Vierte. Anschließend verpasste sie dann bei den Weltmeisterschaften in Doha mit 15:19,90 min den Finaleinzug. 2021 startete sie über 5000 m bei den Olympischen Sommerspielen in Tokio, schied dort aber mit 15:59,40 min im Vorlauf aus. Im Dezember siegte sie dann in 1:12:13 h beim Kampala-Halbmarathon.
2022 klassierte sie sich bei den Afrikameisterschaften in Port Louis mit 15:37,68 min über 5000 Meter sowie mit 32:35,16 min über 10.000 Meter jeweils auf dem fünften Platz. Anschließend belegte sie bei den Commonwealth Games in Birmingham in 15:07,79 min den sechsten Platz über 5000 Meter. Im Jahr darauf schied sie bei den Weltmeisterschaften in Budapest mit 15:14,89 min im Vorlauf über 5000 Meter aus und gelangte über 10.000 Meter mit 31:40,04 min auf Rang zehn über 10.000 Meter. Bei den Crosslauf-Weltmeisterschaften 2024 in Belgrad belegte sie nach 32:00 min den sechsten Platz und sicherte sich in der Teamwertung die Bronzemedaille hinter den Teams aus Kenia und Äthiopien. Im August gelangte sie bei den Olympischen Sommerspielen in Paris mit 31:02,37 min auf Rang zwölf über 10.000 Meter.
2019 wurde Chelangat ugandische Meisterin im 1500-Meter-Lauf.

## Persönliche Bestzeiten
- 1500 Meter: 4:08,00 min, 13. Mai 2023 in Nairobi
- 3000 Meter: 8:32,53 min, 15. Juni 2023 in Oslo (ugandischer Rekord)
  - 3000 Meter (Halle): 8:41,16 min, 15. Februar 2023 in Liévin (ugandischer Rekord)
- 5000 Meter: 14:40,88 min, 2. Juli 2023 in Stockholm (ugandischer Rekord)
- 10.000 Meter: 30:24,04 min, 25. Mai 2024 in Eugene (ugandischer Rekord)
- 10-km-Straßenlauf: 30:24 min, 15. Januar 2023 in Valencia
- Halbmarathon: 1:07:59 h, 17. September 2023 in Kopenhagen (ugandischer Rekord)